# جامعة لسكافت الوطنية للتربية البدنية والرياضة والصحة
جامعة لسكافت الوطنية للتربية البدنية والرياضة والصحة (بالإنجليزية: Lesgaft National State University of Physical Education, Sport and Health) هي جامعة، تأسست في 1895، في روسيا.